# Capromys pilorides
Rat poilu, Hutia cubain, Rat pilori
Espèce
Statut de conservation UICN

 LC  : Préoccupation mineure
Le Rat poilu ou Hutia cubain (Capromys pilorides) est une espèce de Rongeurs arboricoles. Comme son nom l'indique, ce hutia est endémique de Cuba. Il faut cependant le distinguer du hutia cubain du même genre, Capromys gundlachianus, confirmé au rang d'espèce distincte par les analyses génétiques du début du XXIe siècle et d'autres hutias cubains, plus rares, également endémiques de ces îles.
Cette espèce a été décrite pour la première fois en 1822 par le naturaliste américain Thomas Say (1787-1834), mais à l'origine comme Mus pilorides Pallas 1778.

## Noms vulgaires et vernaculaires
En français, on lui donne plusieurs noms différents : rat poilu,, rat pilori, hutia cubain ou encore hutia de Cuba[réf. souhaitée].
Dans son pays d'origine, à Cuba, on l'appelle jutía ou alquimí .

## Description

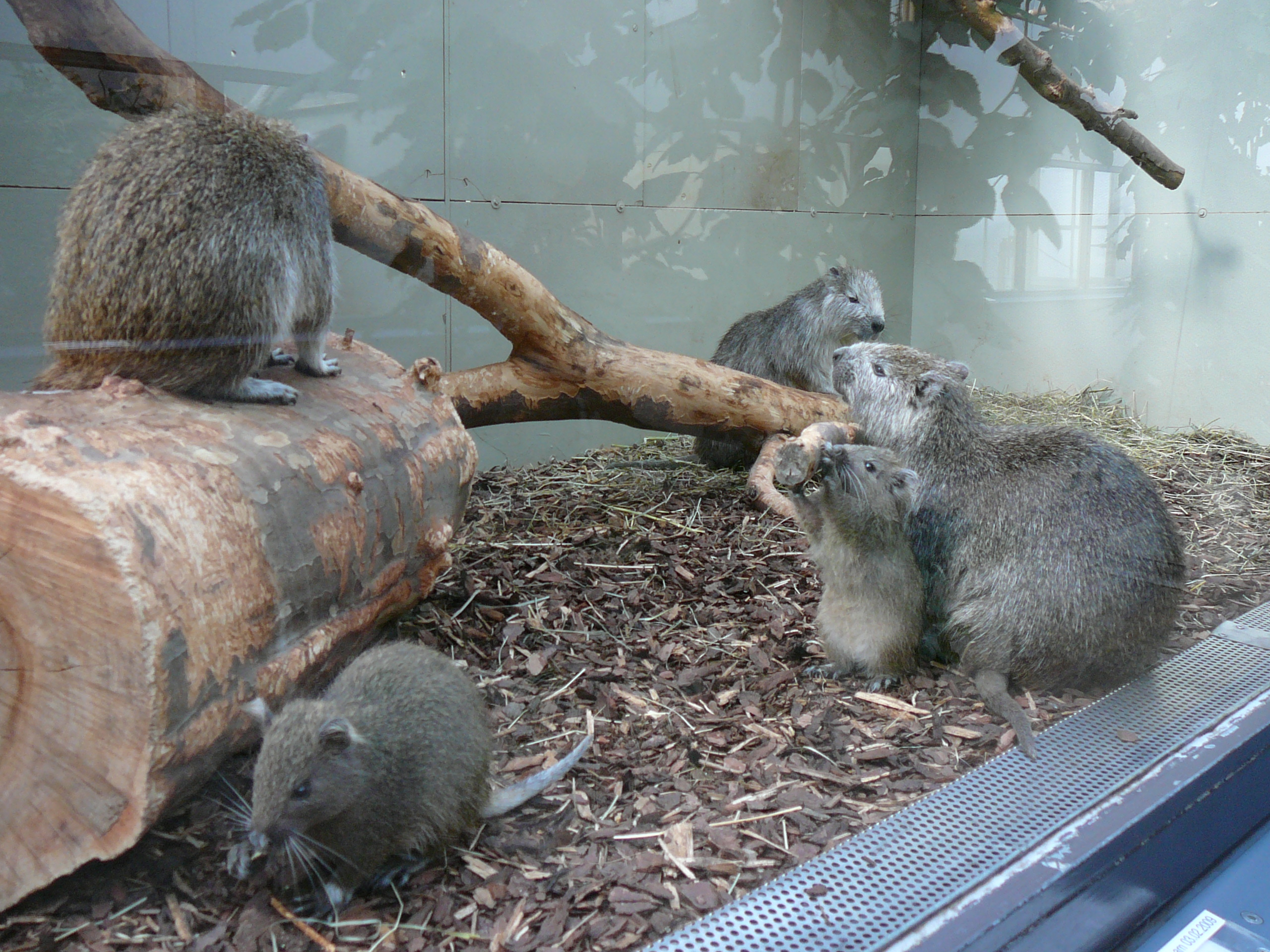
Famille de hutias au zoo Wilhelma de Stuttgart (Allemagne).

Un adulte mesure une quarantaine de centimètres, avec une queue préhensile de 15 à 30 cm. Sa masse est de 1 à 9 kg. Son dos varie du brun au noir mais est parfois jaune ou rougeâtre.

## Liste des sous-espèces
Selon Mammal Species of the World (version 3, 2005)  (10 janv. 2013) :
- sous-espèce Capromys pilorides doceleguas
- sous-espèce Capromys pilorides pilorides
- sous-espèce Capromys pilorides relictus